# Pergament

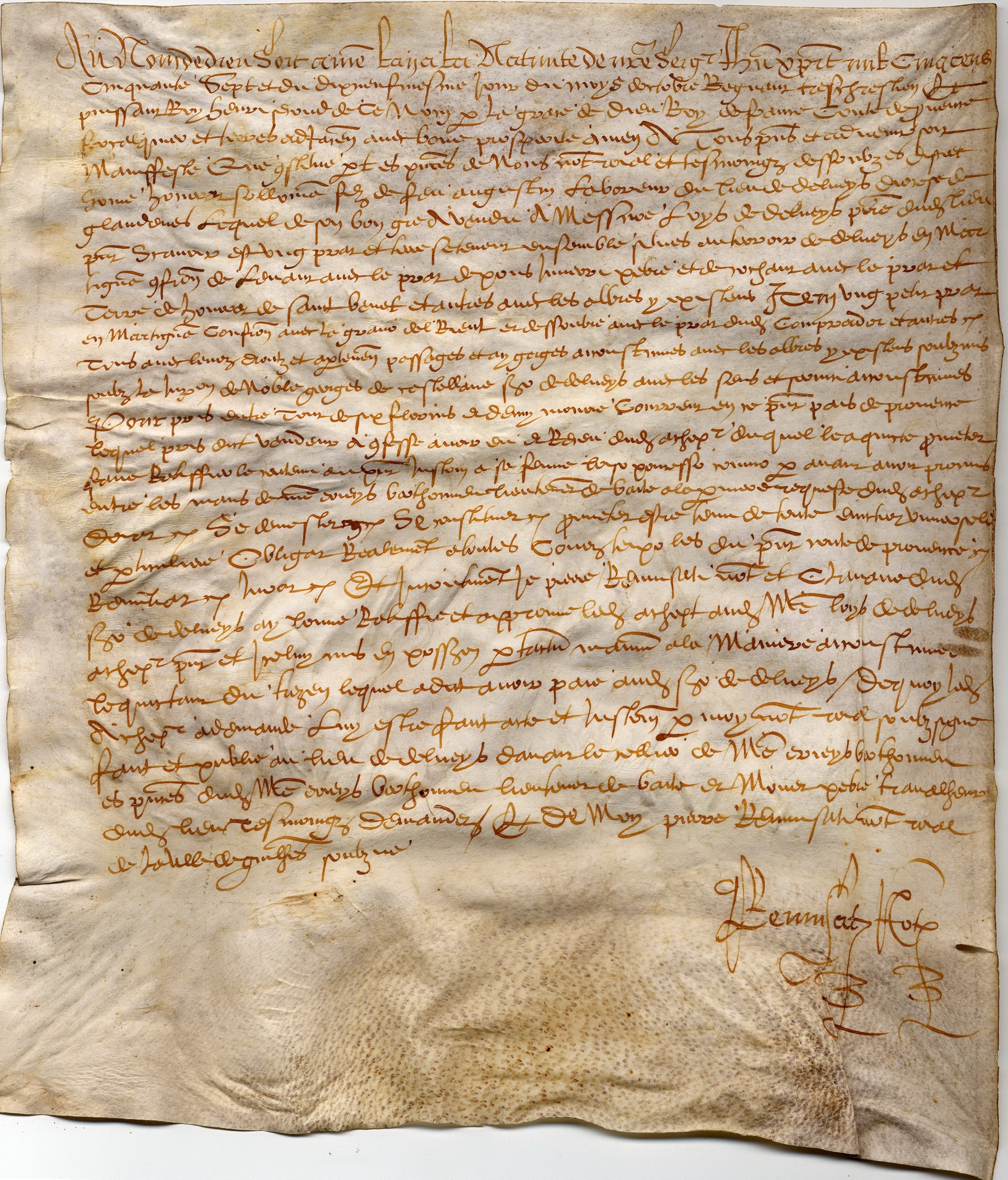
Document scris pe pergament

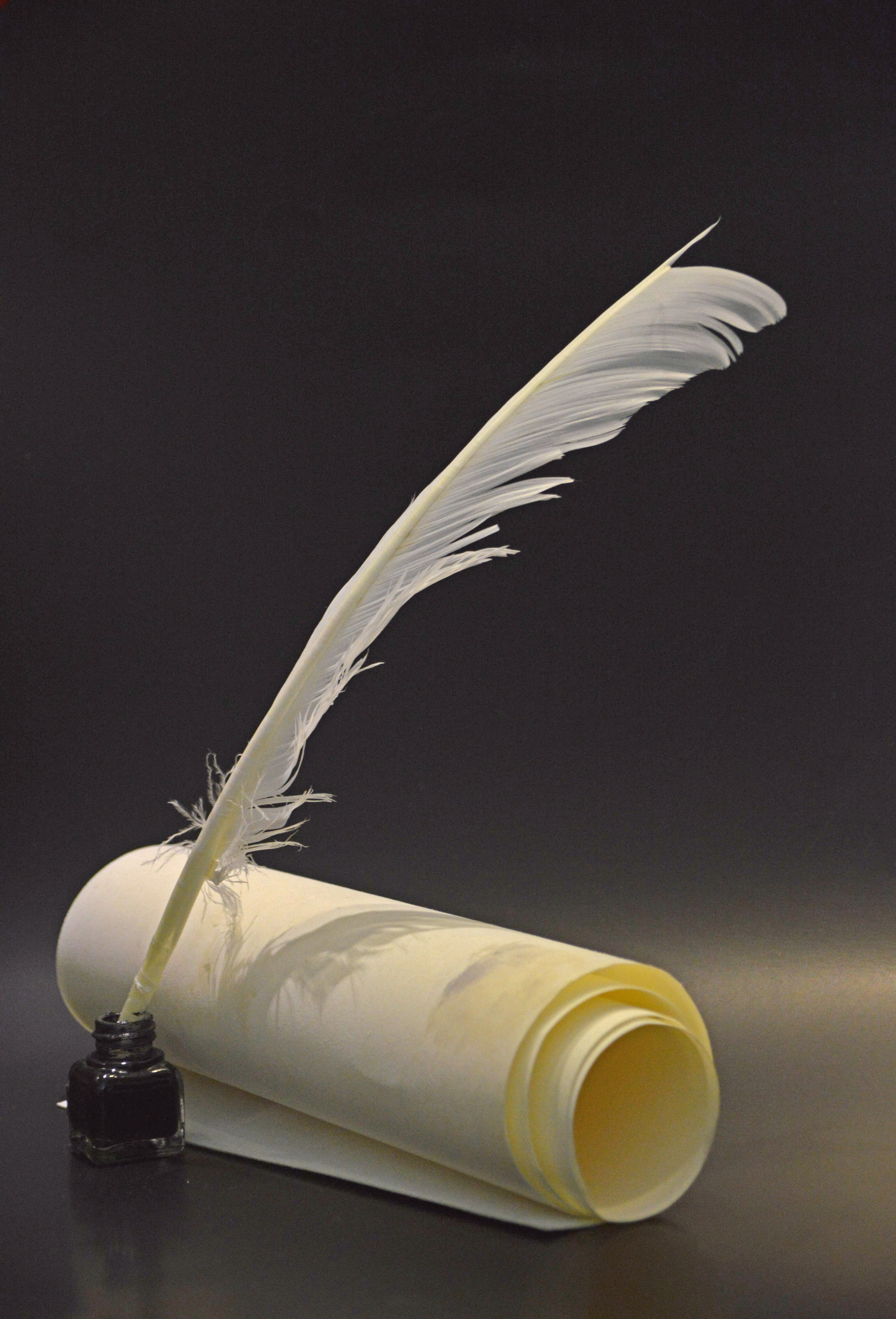
Un pergament rulat și o călimară plină cu cerneală în care se află o pană pentru scris

Pergamentul este o piele de animal prelucrată special pentru a se putea scrie pe ea. Pe pergament s-a scris începând cu secolul al doilea î.Hr.

## Descriere
Pentru fabricarea pergamentului se foloseau piei de oi, capre, viței, iepuri, folosindu-se o tehnică specială de tăbăcire. Cel mai fin pergament se obținea din pieile mieilor nenăscuți. În Antichitate, cel mai important centru de prelucrare s-a aflat în orașul Pergamon din Asia Mică. Datorită locului de producere, romanii numeau acest suport de scris membrana pergamena sau charta pergamena.
Când pergamentul era făcut din piele de vițel, de miel sau ied nenăscut, purta denumirea de vellum. Acesta era foarte fin, de foarte bună calitate dar foarte scump. De la numele său derivă denumirea actuală de hârtie velină.

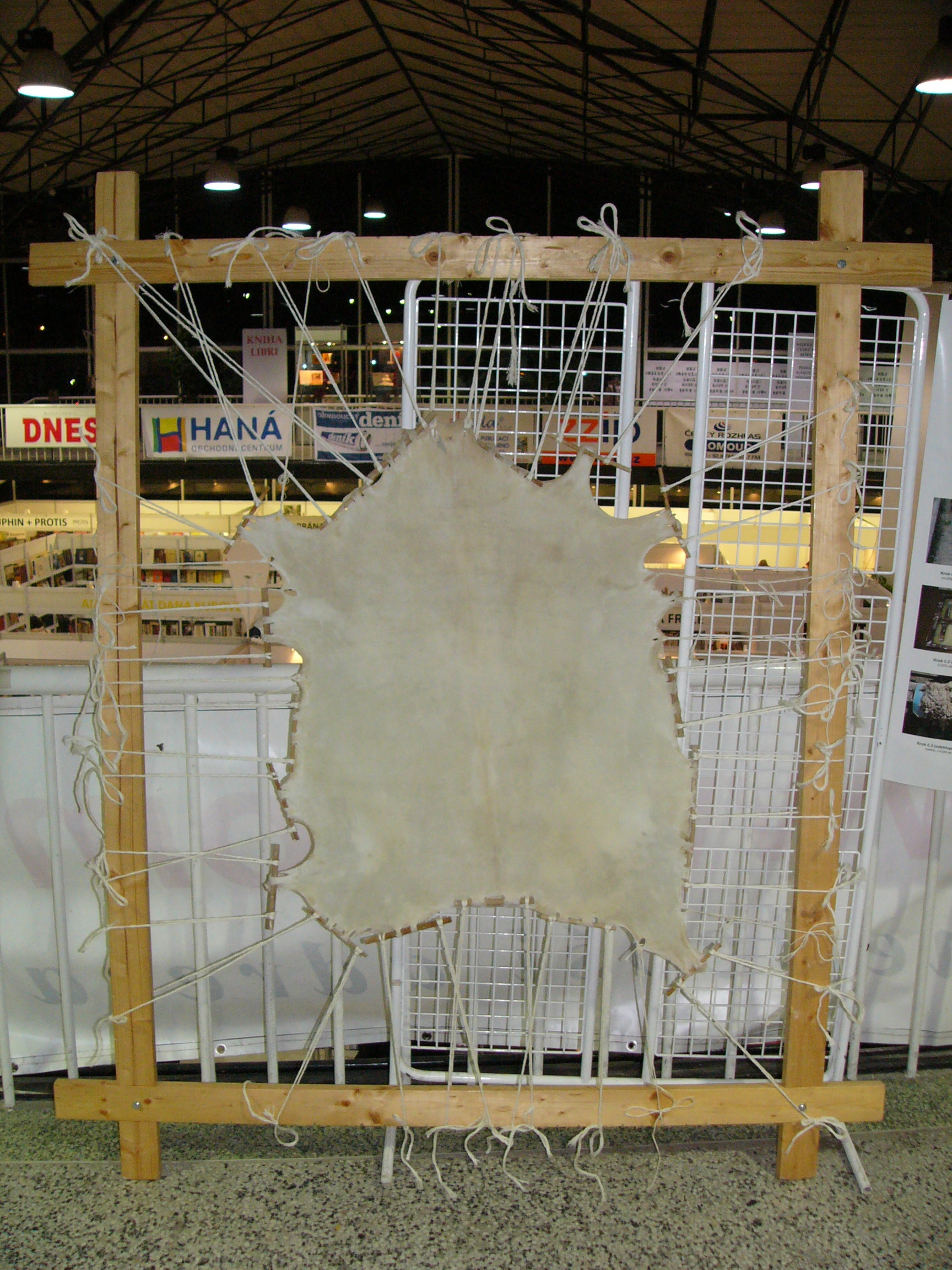
Piele de capră întinsă la uscat pentru fabricarea pergamentului

Conform legendei, pergamentul a fost inventat în Asia Mică de Eumenes al II-lea, rege al Pergamului, care voia să nu mai depindă de papirusul importat din Egiptul Antic. Surse istorice confirmă faptul că în jurul secolului al III-lea î.Hr. s-a procedat deja la tratarea pieilor de animale spre a le face mai potrivite scrierii și că Pergamul a fost un centru important de fabricare a acestui nou suport pentru scrieri. Se foloseau pieile de oaie, vițel, capră, țap și chiar de măgar sau de antilopă, iar modalitățile de tratare nu s-au schimbat prea mult până în Evul Mediu. 
Procesul de fabricație consta în sacrificarea animalului, jupuirea pielii, spălarea acesteia și introducerea ei în apă de var. Apoi pielea era ținută un timp mai îndelungat în soluția de tăbăcit. După tăbăcire, pielea era întinsă pe o ramă de lemn pentru a se usca și pentru a se finisa suprafața de scriere. O suprafață de scriere netedă se realiza prin abraziune cu piatră ponce sub formă de pudră sau pastă, săruri de aluminiu, vegetale, pastă de var, albuș de ou amestecat cu făină sau cu var stins. În urma finisării, se putea scrie pe ambele fețe. 
Pergamentul putea fi și reutilizat în urma răzuirii textului vechi. Pergamentul rescris se numește palimpsest sau rescript. Tehnicile moderne permit atât citirea textului "nou", cât și a celui inițial, îndepărtat prin răzuire.
Deși pergamentul era un material mai solid și mai suplu decât papirusul și permitea zgârierea și ștergerea textului vechi pentru a se scrie un alt text, totuși, folosirea sa s-a generalizat lent și abia în secolul al IV-lea d.Hr. a înlocuit complet papirusul în realizarea cărților. Prețul pergamentului a rămas ridicat din cauza relativei rarități a materiei prime, dar și datorită costului mâinii de lucru și timpului pe care îl cerea pregătirea sa.

## Conservarea pergamentului
Deoarece pielea este compusă, în cea mai mare parte, din colagen proteic, degradarea colagenului poate influența, în timp, caracteristicile fizice ale documentelor istorice importante. Fiind un produs organic, pergamentul suferă modificări structurale atât sub influența factorilor fizico-chimici ca poluarea mediului, tratamentele acido-bazice, temperatura, umiditatea, cât și a celor biologici și microbiologici, ca bacterii și ciuperci.

## Scrieri vechi pe pergament
În anul 2000, în sudul Antalyei, autoritățile turce au confiscat de la contrabandiști o Biblie scrisă pe pergament, în limba siriacă, un dialect al limbii aramaice. Cartea, cu o vechime estimată de 1500 de ani, care are 52 de pagini, conține și unele cărți necanonice alături de ilustrații cu Cina cea de Taină și cu cei 12 Apostoli.